# Représentation des genres dans les jeux vidéo

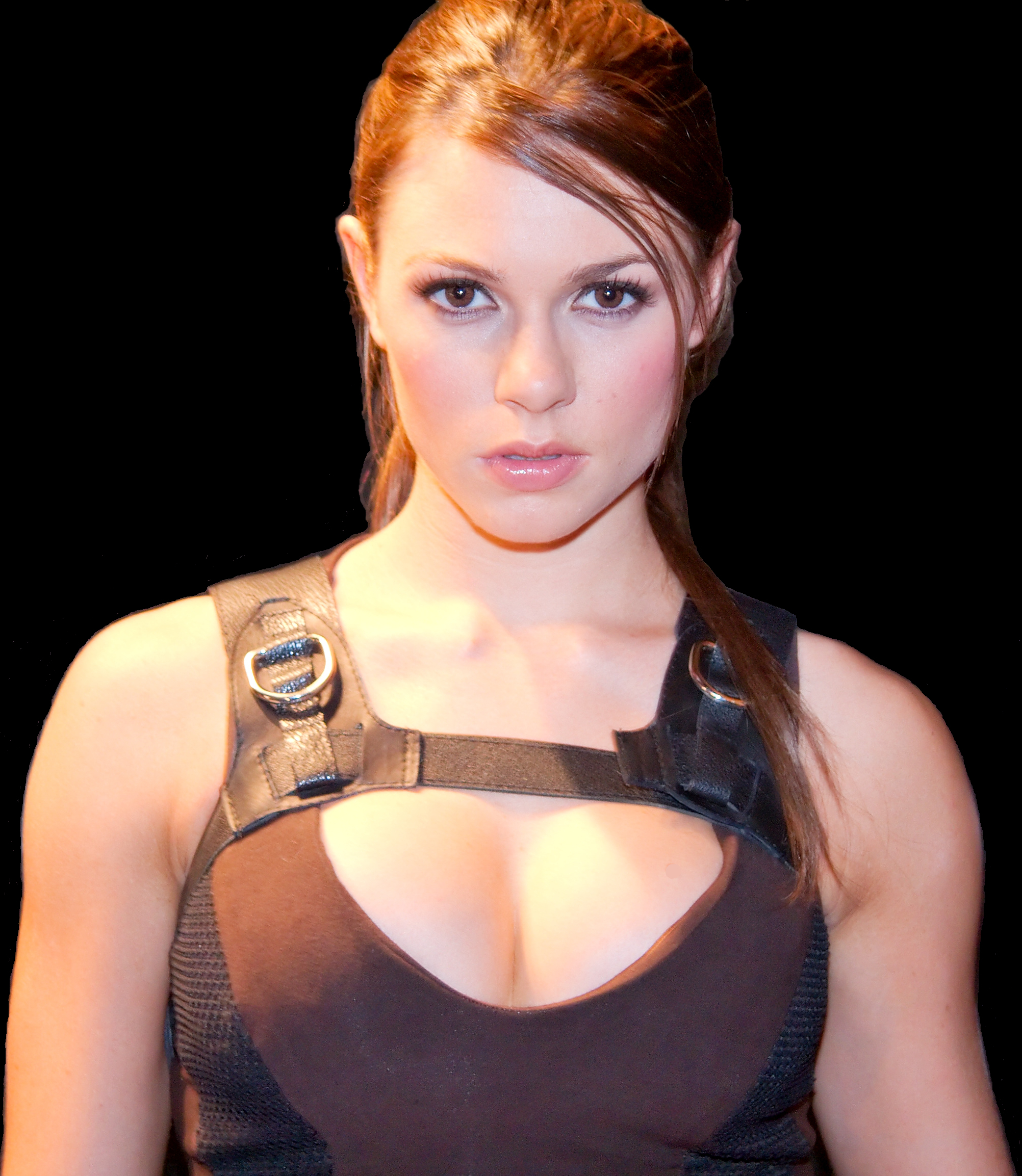
Alison Carroll, le modèle officiel pour Tomb Raider: Underworld, lors du Festival du jeu vidéo 2008 (Paris, France)

La représentation des genres dans le jeu vidéo — des personnages féminins ou masculins et des minorités comme les transgenres — est un sujet d'étude des études de genre. La représentation des genres inclut d'une part l'apparence donnée à un personnage pour le caractériser comme féminin, masculin, et d'autre part les rôles qui sont attribués aux personnages. La façon dont les hommes et les femmes y sont représentés reflète souvent des rôles de genre ou des stéréotypes répandus, tels que celui de la demoiselle en détresse pour les femmes. Celles-ci, en tant que personnages de jeux vidéo, sont également particulièrement sous-représentées parmi les personnages principaux des jeux.
Toutefois, tous les jeux ne comportent pas forcément des représentations de personnages (tel Pong, en 1972 : un jeu modélisant une balle et deux raquettes) ou ne comportent pas de joueurs genrés (Snake, qui présente un serpent). Par ailleurs, certains jeux proposent au joueur d'incarner un ou plusieurs personnages, avec dans certains cas un choix concernant le genre de l'avatar ; d'autres personnages peuvent apparaître en tant que personnages non joués dans l'univers du jeu, ou bien en tant que personnages joués par d'autres joueurs — dans les jeux de type Mmorpg (jeu de rôle en ligne massivement multijoueur), par exemple.

## Historique
Les premiers jeux vidéo font leur apparition dans les années 1950-1960, avec notamment Tennis for Two(1952 ou 1958), Spacewar! (1962) et Pong (1972) ; ce dernier ayant un succès grand public. Ils se développent par exemple sous forme de bornes d'arcades et s'adressent alors souvent à un public jeune mais mixte. L'industrie du jeu vidéo se développe d'abord aux États-Unis puis, dans les années 1980, le Japon en devient un producteur important, notamment à partir de 1985 avec l'arrivée de la console NES. Les éditeurs ciblent alors en majorité les garçons ; les filles ne deviendront une cible marketing que quelques années après et en tant qu'issue supplémentaire dans un marché du jeu vidéo saturé. Les jeux vidéo sont alors facilement nourris de stéréotypes, dont des stéréotypes sexistes et une « culture visuelle (...) dominée par le "male gaze" » — ce dernier pouvant être traduit par le « regard masculin » en référence à l'idée d'une culture dominante imposant une perspective d'homme hétérosexuel. Depuis, le secteur des jeux vidéo s'est développé, les publics, les choix de jeux et de plateformes se sont élargis. Il existe de nombreux genres de jeux vidéo : par exemple, des jeux de réflexion, de stratégie, de course, de combat, de gestion, de rythme, de sport…
En parallèle, avec l'amélioration des dispositifs techniques, les visuels des jeux ont connu une évolution, passant souvent d'un ensemble de quelques points lumineux à des modélisations de personnages et environnements se voulant parfois très réalistes. Une partie des jeux vidéo comporte une idée de simulation de la réalité, ce que les progrès de la technologie ont pu faire évoluer ; ce souhait de réalisme peut toucher aux graphismes mais aussi au scénario, à l'univers ou aux éléments de jeu. Toutefois, tous les jeux vidéo ne recherchent pas le réalisme. Tout comme ceux de bande dessinée ou de dessins animés, les personnages de jeux vidéo ont la particularité d'être des créations complètes, ce qui permet qu'ils puissent aussi bien être des créatures imaginaires que des représentations d'humanoïdes ou d'humains variées, réalistes, caricaturales ou présentant des variations artistiques. D'autre part, pendant plusieurs années, même si les graphismes des personnages pouvaient être constitués d'un assemblage de quelques pixels, les jeux pouvaient être accompagnés de jaquettes, manuels ou affichages publicitaires avec des illustrations mieux définies des personnages.
Les jeux vidéo étant de genres variés, leurs contenus peuvent être très différents les uns des autres. Parmi ceux qui font évoluer un protagoniste dans un univers particulier, la plupart comportent des narrations souvent marquées par la compétition voire la violence, avec un héros qui gagne en puissance et en expérience au fur et à mesure d'une quête. Les personnages féminins y sont peu présents et même parfois complètement absents, et lorsqu'ils sont présents, ils dépendent assez souvent des actions des personnages masculins. Pour les jeux ayant un personnage comme protagoniste principal, dans les années 1980, les héros sont notamment le plombier à casquette rouge Mario (1981 ou 1985), le chevalier Link de The Legend of Zelda (1986) ou le hérisson bleu Sonic (1991), qui ont « des aspects mignons et colorés ». Des personnages féminins apparaissent peu après, tels Ms Pac-man (1981) — une version féminisée avec du maquillage et des talons de Pac-man (1980) qui est une boule jaune avec une bouche — ou Samus Aran (1986), cette dernière masquée par son scaphandre n'apparaissant en tant que femme qu'à la fin du jeu. Celles-ci sont des personnages jouables, mais la plupart des personnages féminins de l'époque ne le sont pas. Parmi les PNJ, l'archétype de la « demoiselle en détresse » est la Princesse Peach que doit sauver le héros Mario en 1985 ; son rôle évoluera par la suite. Des jeux de combat se développent aussi à la fin des années 1980, tels Street Fighter (1987) et Mortal Kombat (1992), mais ils ne comportent d'abord que des hommes. Street Fighter accueillera son premier combattant féminin en 1991 sous les traits de Chun-Li, qui en deviendra un personnage emblématique,. Les années 1990 connaissent notamment l'avènement des jeux vidéo de rôle (RPG), qui offrent la possibilité de jouer des personnages masculins mais aussi féminins ; un exemple en est Rydia (1991) dans la franchise Final Fantasy. Après quelques années, le marché propose de nouveaux jeux destinés à un public adulte : Doom (1993), Counter Strike (2000) ou Call of Duty (2003) sont parmi les plus célèbres ; ce sont des jeux de tir à la première personne — ce qui signifie que le joueur voit l'univers du jeu à travers les yeux du personnage et que ces jeux se basent sur le tir sur des ennemis avec une arme à feu, en général. Le chercheur Stephen Kline relie ceux-ci à l'idée de « masculinité militarisée ». Stephen Kline indique que la violence et les combats peuvent être compris facilement entre différentes cultures, ce qui permet une internationalisation facile des jeux. Toutefois, certaines représentations physiques de personnages ayant des rôles proches peuvent différer du fait des cultures des éditeurs.
Les jeux vidéo de sport existent dès Pong. Tandis que les jeux vidéo américains se rapprochent des programmes télévisés, à la fin des années 1970, apparaissent les premiers sportifs joués avec une publicité affichant l'image de sportifs célèbres (et un graphisme pixellisé très simple et abstrait). C'est le cas de Pelé's Soccer (1981), puis de Football Manager ; dans les deux cas, les joueurs sont masculins. Les jeux vidéo japonais prennent le relais des jeux américains dans les années 1980, adoptant des représentations moins proches des programmes télévisés et plus inspirées des mangas. Dès 1986, le jeu Volleyball sur la console NES propose des équipes de femmes ou d'hommes. Mais la présence des femmes dans les jeux vidéo correspond souvent, dès la fin des années 1980, à leur présence médiatique notamment à la télévision ; ainsi, les jeux de football, basketball ou hockey sur glace ne proposent que des joueurs masculins, tandis que quelques femmes apparaissent dans quasiment tous les jeux de tennis et quelques jeux de golf. Les jeux de tennis proposent même, dès Super Tennis (1991), en plus d'opter pour une femme ou un homme, d'organiser des matchs mixtes. Toutefois, le marketing de certains éditeurs qui ciblent particulièrement les garçons et adolescents commence à jouer d'images d'athlètes féminines avec un point de vue les érotisant ; c'est par exemple le cas de la publicité pour Davis Cup World Cup sur console Mega Drive en 1993. Toutefois, dans les années 1990, les jeux vidéo de sport restent proches des images de sport montrées à la télévision ; les jeux FIFA et Pro Evolution Soccer en sont des exemples. Mais une autre évolution a lieu en parallèle avec l'apparition de jeux de sport misant sur la sexualisation et l'érotisation, notamment le jeu de beach-volley : Beach Spikers (2001) en est un exemple, avec uniquement des personnages féminins, « tenues légères de rigueur et accolades érotiques entre les points ». En 2006, Nintendo met sur le marché la console Wii et cible un public nettement plus large que celui des joueurs masculins, avec notamment la femme active et le registre nouveau de l'entretien de soi, par exemple avec Wii Fit (2007 ou 2008) ou d'autres jeux de fitness ; le corps féminin virtuel y quitte la fonction d'objet sexuel bien que l'idéal de la « femme parfaite » reste de mise. Aux environs de 2010, le jeu de fitness disparaît progressivement. Depuis les années 2010, davantage de critiques faites à l'hypersexualisation dans les représentations des jeux vidéo, et les études sur le genre, il semble que les jeux vidéo de sport connaissent peu à peu une moindre sexualisation et fassent moins de distinguo de genre. Ainsi, NHL 2012 permet d'avoir une joueuse de hockey sur glace femme, et FIFA 16 (2015) ouvre ses pelouses virtuelles aux sélections nationales féminines.
En 1998, Tracy L. Dietz reportait lors d'un colloque aux États-Unis sur le genre dans le genre des jeux vidéo que « sur un échantillon de trente-trois jeux de Sega et Nintendo datés de 1995, 41 % ne contiennent pas de personnage féminin et 28 % d'entre eux illustrent les femmes comme des objets sexuels ».
En 2009, une étude scientifique concernant les jeux vidéo les plus vendus reporte des protagonistes masculins dans 89,55 % des cas, contre 10,45 % pour les féminins. Les personnages secondaires correspondent aussi à ces répartitions entre les sexes. Le nombre de personnages féminins dans les jeux vidéo augmente progressivement, mais leur représentation comporte souvent des éléments d'hyper-féminisation et des stéréotypes marqués. Une autre étude parue en 2016 et concernant 571 jeux vidéo indique qu'entre les années 1980 et les années 1990, la sexualisation de la représentation des personnages féminins s'est développée, dans le même temps que les graphismes ont évolué et que ceux en trois dimensions se sont généralisés ; puis, globalement, depuis la fin des années 1990 jusqu'en 2014, la forte sexualisation des personnages a diminué peu à peu.
En ce qui concerne la production des jeux vidéo, en 2019 et en France, la majorité des employés des studios de développement était composée d'hommes, tandis que les femmes représentaient 14 % de ces employés et les non-binaires 2 %. Par ailleurs, la répartition des hommes et des femmes dans les emplois était un peu différente selon le métier, avec davantage de femmes dans ceux liés à l'image, l'édition et le support et moins dans ceux liés au développement technique, la programmation et le design. Cette différence de nombre entre hommes et femmes dans la production des jeux est analysée comme l'un des potentiels facteurs amenant chez les joueuses de jeux vidéo des problèmes d'identification aux personnages. La fondatrice du studio Spiders, Jehanne Rousseau, qui a été l'initiatrice de la Bourse du jeu vidéo, indique que la diversité des genres est aussi un des enjeux de la formation dans le jeu vidéo, les garçons étant nettement plus présents que les filles ; plus de parité pourrait aussi amener plus de variations dans les créations. En 2021 en France, le chercheur Nicolas Besombes, spécialisé dans l'e-sport, indique que les hommes forment 85 % des effectifs de cette industrie, « avec des gens qui font des jeux avec des visions d'hommes ».
Les jeux vidéo influencent, à l'instar des autres médias, les représentations sociales. Toutefois, eux-mêmes sont sensibles aux évolutions de la société et notamment de leurs joueuses, joueurs, actrices et acteurs.

## Répartition des genres parmi les acteurs de l'industrie des jeux vidéo
En 2022, au sein des entreprises de création de jeux vidéo dans le monde, tous métiers confondus, y compris ceux des ressources humaines et de la communication, il y a une forte majorité d'hommes, les femmes ne constituant que 22 % des salariés. Une sensibilisation aux stéréotypes de genre parmi les créateurs et fabricants de jeux vidéo a lieu progressivement.
En ce qui concerne la France, en 2018, selon la présidente du Syndicat des éditeurs de logiciels de loisir Julie Chalmette, environ 15 % des développeurs de jeux vidéo sont des femmes, tandis qu'il y a une parité femmes-hommes dans les métiers de l'édition et du support. De plus, la part d'étudiantes dans les formations pour ces métiers croit peu à peu (20 % en 2018). Selon Julie Chalmette, « [l']enjeu de mixité et de diversité est aussi un enjeu de productivité, une nécessité coller à la réalité des clients de notre secteur. Et c’est aussi un enjeu créatif ».

## Démographie des joueurs
En 2015, un préjugé courant est que la population des joueurs de jeux vidéo serait majoritairement des joueurs masculins et jeunes, or les études scientifiques indiquent que la population des joueurs est bien plus variée, tant en genre qu'en âge. Les joueurs sont de tout genre et des plus jeunes aux plus anciens ; toutefois, des différences existent dans le choix et les pratiques de jeu.
Selon l'Entertainment Software Association, aux États-Unis 48 % des joueurs de jeux vidéo sont des femmes. Au Royaume-Uni et en Espagne, les femmes représentent respectivement 52 % et 48 % des joueurs. Aussi bien les hommes que les femmes ont de l’intérêt pour les jeux vidéo, mais des études menées semblent suggérer qu’il existe des différences de plates-formes moyennes et de préférences portant sur le genre du jeu. Selon l’Entertainment Software Rating Board, en 2010, 80 % des joueurs de console féminins jouaient sur la Wii, 11 % sur Xbox 360 et 9 % sur PS3. En comparaison, 38 % des joueurs de console masculins jouaient sur Xbox 360, 41 % sur la Wii et 21 % sur la PS3.
Une étude de 2013 menée par Flurry s’est penchée sur les différences de préférences pour les jeux sur mobile entre les hommes et les femmes. Les femmes représentaient entre 60-80 % des préférences pour les jeux type Solitaire, machine à sous, en tour par tour, de match-3 (ex : Bubble Shooter), de gestion (ex : Les Sims) et quiz cérébraux. Les hommes, quant à eux, représentaient entre 60 et 80 % des préférences pour les jeux de stratégie, de tir, de cartes, de course et d'action-RPG.
Une étude menée en 2014 par SuperData a démontré que les hommes et les femmes aiment tous deux les jeux vidéo, mais que certains genres ont plus tendance à attirer un sexe que l’autre. Les femmes représentent 57,8 % du marché mobile, 53,6 % du marché RPG et 50,2 % du marché PC (jeux sociaux inclus). L’étude a révélé que les hommes représentent 66 % des joueurs MMO (massivement multijoueurs), 66 % des joueurs FPS et 63 % des joueurs de console.
En 2022, dans le monde, il y a autant de femmes que d'hommes qui jouent à des jeux vidéo, ce qui fait un peu plus de 1,5 milliard de personnes pour chacun de ces genres.

## Portraits des femmes
Le portrait que les jeux vidéo dressent des femmes fait l'objet d'études et controverses académiques. Les thèmes récurrents que l'on retrouve dans les deux incluent le niveau d'indépendance qu'ont les personnages féminins de leurs homologues masculins, ainsi que leur objectification sexuelle et leur sexualisation. La création de ces personnages est souvent liée à des stéréotypes et, dans certains cas, au « male gaze » ; toutefois, les représentations des personnages féminins varient et notamment dans des productions plus récentes. L'hyper-féminisation des personnages féminins est analysée par certains comme dérivant des représentations présentes dans d'autres médias dont la bande dessinée (dont les comics et les mangas) ; certains parallèles concernant l'esthétique et les rôles attribués peuvent être faits avec la représentation des femmes dans la bande dessinée. Toutefois, l'hyper-féminisation des corps féminins met un accent particulier sur la sexualisation de leurs corps.

### Le rôle des femmes

#### Présence de personnages féminins et prédominance de personnages masculins
Selon les données collectées par l'Electronic Entertainment Design and Research (EEDAR), peu de jeux vidéo ont pour héros des femmes exclusivement. Cela s'explique en partie par le fait que, selon l'EEDAR, « il existe un sentiment dans le marché que les jeux avec des héros féminins ne vont pas se vendre », ce que le webcomic Penny Arcade explique en partie par le fait que ces jeux perçoivent un budget marketing bien moindre que les jeux dont les héros sont des hommes.
Sur une sélection de 669 jeux de rôles, d'action et de tir choisis par l'EEDAR en 2012, seuls 24 d'entre eux (4 %) avaient pour héroïne une femme exclusivement et 300 (45 %) offraient la possibilité de sélectionner une femme. Après examen des données de ventes et des scores des commentaires de ces jeux, l'EEDAR a conclu que les jeux qui comportaient l'option de choisir un héros féminin avaient des meilleurs scores, mais que c'étaient ceux avec des protagonistes hommes seulement qui se vendaient mieux que les autres. Néanmoins, les jeux dont la protagoniste est exclusivement féminine ne représentaient en moyenne que 50 % du budget marketing des jeux avec un personnage féminin en option, et 40 % du budget marketing des jeux avec un personnage exclusivement masculin.
Une étude menée par Burgess a certifié que les hommes sont bien plus mis en avant que les femmes sur les boîtiers de jeux vidéo.

#### Évolution
Samus Aran, l'héroïne de Metroid (1986) et ses successeurs, est souvent citée comme le « premier personnage féminin humain jouable dans un jeu vidéo mainstream ». Elle porte cependant une armure qui évoque celle de personnages masculins, ce qui a pu la faire confondre avec l'un d'eux, ; par ailleurs, dans Metroid en 1986, selon le niveau de points du joueur, elle apparaissait de moins en moins vêtue. Cependant, d'autres jeux plus anciens proposaient des personnages féminins, comme Toby Masuyo (« Kissy ») dans Baraduke (1985),.
Lara Croft, la protagoniste de Tomb Raider (1996), fait partie des femmes fortes et fictives les plus connues dans une variété de supports,. April Ryan de The Longest Journey (1999) a été comparée à Lara Croft en ce sens, en ce qu'elle dévoile moins d'attributs féminins proéminents que Lara, mais montre plus de traits psychologiques féminins, en contraste avec les connotations masculines de Lara comme l'agressivité et la force. Au contraire, Jade, la protagoniste de Beyond Good & Evil (2003), est largement reconnue en tant que personnage fort et confiant, sans sexualisation évidente,.
Certains jeux proposent une vue subjective ; le joueur perçoit alors l'univers du jeu à travers les yeux du protagoniste, ce qui fait qu'il en distingue peu le corps ; c'est le cas par exemple pour Faith dans Mirror's Edge en 2008.
Dans les années 2000 et 2010, le caractère et l'histoire des personnages prend plus d'importance. Apparaissent dans les jeux quelques « figures fortes et réalistes » sont par exemple l'héroïne Jennifer Tate de Primal (2003), de Jade de Beyond Good & Evil (2003), d'Ellie de The Last of Us (2013) ou Aloy de Horizon : Zero Dawn (2017).
En 2005, Fanny Lignon, maître de conférences en cinéma et audiovisuel et directrice de l'ouvrage Genre et jeux vidéo (2015), étudie les jeux de combat. Elle constate que les personnages masculins y sont plus nombreux que les personnages féminins (37 %) et que les corps sont excessivement modelés quel que soit leur sexe. Elle démontre que les personnages féminins mis en scène sont à la fois égalitaires – ils permettent aux femmes de pratiquer avec les hommes, d’égale à égal, une activité traditionnellement masculine – mais simultanément emprunts de sexisme – le combat faisant faire aux seules femmes des gestes à connotation érotique.
En 2014, le choix des développeurs de retirer les femmes jouables dans les dernières versions des franchises Assassin's Creed et Far Cry est au cœur des débats dans les médias de jeux vidéo. Cela indique, selon des professionnels de l'industrie du jeu cités par Polygon, le site web sur les jeux vidéo, un revirement de l'attention dans l'industrie sur les problèmes de diversité dans l'univers des joueurs, qui coïncide avec la diversification croissante des joueurs, qui va au-delà de son public initial de jeunes hommes.

#### Acolytes féminins
Plusieurs jeux proposent un personnage féminin pour servir d'allié ou d'acolyte au héros masculin. Certaines d'entre elles, comme Ada Wong (personnage de Resident Evil) et Mona Sax, sont devenues personnages joueurs dans des versions ultérieures de leur série. Alyx Vance, protagoniste acolyte dans Half-Life 2, a été acclamée pour sa « personnalité aiguisée » et son intelligence, créant ainsi des liens avec le joueur sans être un simple « plaisir des yeux »,.
Toutefois, les personnages féminins sont souvent relégués au rôle de la demoiselle en détresse et le but du jeu est souvent de les sauver,. La princesse Zelda dans les premiers volets de The Legend of Zelda et la princesse Peach à travers bien des volets des jeux Super Mario en sont des exemples paradigmatiques. Toutefois, elles sont toutes deux devenues des personnages joueurs dans certains des derniers jeux des séries ou ont vu leur rôle changer.

#### Antagonistes féminins
La Reine Noire dans Battletoads (1991) et ses successeurs est une des premières méchantes majeures dans les jeux vidéo. SHODAN, l'intelligence artificielle avec une voix et un visage féminins est le méchant principal du jeu System Shock (1994). Elle est considérée comme l'un des personnages féminins les plus reconnaissables dans le monde des jeux vidéo. Ultimecia, l'antagoniste principale dans Final Fantasy VIII (1999) est une autre figure emblématique de méchante. Elle fut votée meilleure antagoniste féminine dans l'histoire du jeu vidéo lors de la première de la PAX 2013. De la même manière, GLaDOS de Portal (2007), un ordinateur fou avec une voix de femme, fut approuvée par les critiques comme étant l'un des meilleurs nouveaux personnages des années 2000.

### Représentation des femmes

#### Objectification et sexualisation
Parmi les jeux récents, beaucoup ont amplifié la sexualisation du portrait féminin afin d'attirer un public masculin. En 2012, par exemple, Yohei Shimbori, le directeur de Dead or Alive, a avoué que les développeurs avaient reçu des plaintes de la part des fans qui avaient essayé la démo de Dead or Alive 5 et Ninja Gaiden 3. « Nous avons reçu beaucoup de retours de la part de gens qui ont essayé la démo, qui disaient : « Donnez de plus gros seins aux personnages ». C'était assez surprenant », a-t-il dit. Les personnages féminins de jeux vidéo sont nombreux à être représentés avec des caractéristiques corporelles irréalistes, mais aussi avec des déplacements et gestes fortement sexualisés : « démarches (beaucoup trop) chaloupées, airs niais ou aguicheurs... », comme le note la journaliste Marion Bargiacchi en 2022.
Le fait que les personnages féminins souffrent d'une manifestation particulièrement extrême du « regard masculin » a été critiqué. Une affiche de publicité pour le jeu de combat Soul Calibur V fut sujet à controverse car elle ne représentait qu'une poitrine féminine en gros plan avec une phrase d'accroche.
Depuis son introduction en 1996, le personnage de Lara Croft des jeux Tomb Raider a été critiqué en particulier pour la taille peu réaliste de ses seins ; il est dit que Lara personnifie « un continuel clash de cultures sur le genre, la sexualité, la prise de pouvoir et l'objectivation ». Toutefois, les créateurs du jeu soutiennent qu'elle n'a pas été créée ainsi dans une intention marketing et ont déclaré avoir été plutôt surpris de l'adoration pour son style « pin-up ». Ce personnage a souvent été traité dans les articles la concernant selon deux points de vue marqués : l'un dénonçant une « cyber-bimbo », d'autres indiquant qu'elle a une identité de femme indépendante ayant fait des études et devenue archéologue et aventurière ; mais elle reste analysée comme ayant une image faite pour plaire aux joueurs masculins,. Dans Tomb Raider: Legend, l'apparence de Lara Croft est radicalement modifiée, de toute évidence pour la faire apparaître moins sexualisée. À partir de 2013, le personnage est remanié, avec un rôle d'étudiante et de survivante, avec toutefois une polémique liée à une introduction évoquant une tentative de viol et qui a amené dans les médias la question de "la représentation des femmes comme objet sexuel dans les jeux vidéo".
Dans deux suites des jeux de combat Soul Calibur et Tekken qui ont lieu plusieurs années après les premiers jeux, les personnages masculins ont eu le permis de vieillir, mais tous les personnages féminins gardent le même âge ou ont été remplacés par leur fille.
Dans leur étude de 2005, Dill et Thill ont distingué trois portraits stéréotypes majeurs des femmes dans les jeux vidéo : (1) sexualisées, (2) très légèrement vêtues et (3) particulièrement belles. L'étude a montré que plus de 80 % des femmes dans les jeux vidéo correspondaient à un de ces portraits. Plus d'un quart des personnages féminins incarnent les trois catégories réunies. Dill et Thill ont également constaté un autre thème qui se retrouve chez les personnages féminins : ceux-ci sont dépeints en une combinaison d'agression et de sexe, décrite comme une "agression érotisée".
Dans la catégorie des jeux « Beat them all » (Battez-les tous), les personnages féminins apparaissent moins vêtus que ceux masculins, mais les caractéristiques telles qu'endurance, puissance et capacités au tir sont souvent identiques quel que soit le genre du personnage.

##### Les femmes en armure minuscule
Parmi les représentations des femmes dans un contexte fantastique se retrouve, depuis les années 1960, celle des guerrières amazones vêtues d'une armure invraisemblablement légère. Elles portent des armures qui sont désignées dans la culture populaire par des termes tels que « bikinis en cotte de mailles », et qui sont constituées la plupart du temps de petites plaques décoratives qui exposent le corps aux intempéries et ne protègent pas les organes vitaux. Elles sont par conséquent complètement inefficaces en termes de protection. Ce qui prévaut dans ce portrait est le cas de sexualisation fréquente de la femme dans la culture geek, qui comprend les jeux vidéo, les comics et le cinéma. En réaction à cette sexualisation, le blog artistique « Women Fighters in Reasonable Armor » rassemble des portraits de combattantes portant des armures réalistes.

#### En comparaison aux personnages masculins
Selon Anita Sarkeesian, de nombreux personnages féminins des premiers jeux vidéo (tels que Ms. Pac-Man) sont identiques au personnage masculin déjà existant, avec en plus un marqueur visuel de leur féminité, comme un nœud rose, du rouge à lèvres ou des long cils,.
Plusieurs éléments ont été mis en avant dans une étude menée à la Southwestern Oklahoma State University  qui compare les apparences des personnages féminins et masculins sur la jaquette de jeux vidéo. Sur les jaquettes, les personnages masculins sont cinq fois plus susceptibles de représenter le personnage principal du jeu, les femmes, quant à elles, sont présentées comme acolyte ou accessoire. De plus, aussi bien le physique des personnages féminins que masculins est exagéré sur les jaquettes ; mais la modification du physique des personnages féminins (particulièrement au niveau du buste) est plus poussée que celle des masculins, et cela encore plus s'ils sont le personnage principal du jeu.

#### Les violences contre les femmes

##### Violence sexuelle
Le jeu Custer's Revenge sorti en 1982 a initialement été remarqué pour ce qu'il contenait des éléments de viol, comme l'ont dénoncé certains groupes Amérindiens, ainsi que la National Organization for Women. Ils ont également qualifié ce jeu de raciste.
Le relancement de la série Tomb Raider a déclenché une controverse quand Kotaku a dénoncé que Ron Rosenberg, le producteur exécutif, avait déclaré que le viol était employé comme moyen de développement du personnage éponyme. Le studio Crystal Dynamics a nié le fait qu'il s'agissait d'une scène de tentative de viol,.

##### Violence non sexuelle
La violence dans les jeux vidéo est un sujet vivement débattu ; certaines sources condamnent les jeux vidéo, clamant qu'ils promeuvent la violence contre les femmes. Par exemple, le jeu Dead Island: Riptide sorti en 2013 a déclenché une controverse quand Zombie Bait, une édition spéciale du jeu, incluait une statuette en forme de torse de femme à forte poitrine, démembrée et dans un bikini minuscule.

## Portraits des hommes
Des parallèles peuvent être faits entre les représentations des personnages en bande dessinée (y compris comics et mangas), notamment selon certains commentateurs pour ce qui concerne l'hyper-masculinité et les super-héros. Les personnages hyper-masculinisés des jeux vidéo évoquent les dieux et les surhommes et endossent souvent les rôles d'homme fort et protecteur. Une partie des aspects caricaturaux peuvent cependant être considérés davantage mélioratifs pour les hommes que pour les femmes.
De nombreux jeux proposent au joueur des personnages avec une "masculinité militarisée" ou "hypermasculinité". Ainsi, les hommes, dans les années 2000-2010, sont souvent représentés de manière stéréotypée avec une tendance à être grands et très musclés. Par exemple, la poitrine des hommes dans les jeux vidéo est à peu près de 5 cm (6 %) plus large, leur tête à peu près 30 cm plus grande, leur taille  13 cm plus large et leurs hanches 18 cm plus larges que dans la réalité. Leur force est mise en avant, de même que leur endurance et leur résistance à la souffrance. La présence de cicatrices sur leurs corps semble aussi une marque de ce caractère masculin et évoque les épreuves dépassées par le personnage en question.
Dans un article sur le sexisme dans les jeux vidéo, David Houghton, un des auteurs du blog GamesRadar+, a fortement déploré les nombreux stéréotypes associés aux protagonistes masculins, les définissant comme "[des] chasseurs/pisteurs primitifs aux biceps si gonflés qu'ils en deviendraient handicapant, au cou si musclé qu'il [leur] serait difficile de tourner la tête, dont le panel d'émotions est bloqué sur "grimace agressive" et dont le torse n'est jamais qu'à 50 % couvert".
Jamin Warren du PBS Game/Show a démontré à quel point les jeux vidéo promouvaient des "exigences corporelles irréalistes, ou l'incapacité d'exprimer des émotions, ou la pression par rapport à la question de se conduire en "vrai homme" et d'être un meneur". Il a également mis en avant le fait que la grande majorité des personnages qui provoquent et subissent de la violence sont des hommes, alors que les femmes et les enfants doivent généralement être protégés.
D'autres jeux célèbres n'évoquent pas ce type de représentations corporelles très viriles et en proposent d'autres, tels Pac-man (1980) qui est une boule jaune, Mario qui est un petit plombier rondouillard à moustache et salopette ou Sonic qui est un hérisson bleu de type dessin animé.
Par ailleurs, nombre de personnages masculins de jeux vidéo ne comportent pas de tétons lorsque leurs torses sont nus, les tétons étant analysés comme ramenant à une érotisation du corps et par là même à une possible vision du corps masculin comme objet de désir sexuel.

## Portraits des personnages LGBT
Des personnages lesbiens, gays, bisexuels et transgenres (LGBT) apparaissent dans les jeux vidéo depuis les années 1980. Le portrait courant implique une confusion du genre à caractère comique, des personnages transgenres, des personnages gays dans des jeux de combat et d'action, et de la romance entre hommes dans les RPG. Les minorités transgenres sont extrêmement peu représentées dans les jeux vidéo. Invisibles ou inexistants, les personnes transgenres sont en général mis en scène uniquement pour un effet comique, de moquerie ou de manière caricaturale. Super Mario Bros. 2 présente un personnage transgenre, Birdo — dinosaure rose masculin, il pense être une fille et par ailleurs il aime les garçons—, dont l'ajout n'est là qu'à des fins humoristiques,.
Dans l'histoire du jeu vidéo, les contenus LGBT ont fait l'objet de contrôles et de régulations, illustrant généralement l'hétérosexisme, selon lequel l'hétérosexualité est normalisée, alors que l'homosexualité est sujette à de nouvelles censures ou ridiculisée. Les compagnies Nintendo, Sega et Maxis ont régulé le contenu des jeux afin d'atténuer ou d'effacer le contenu de thème LGBT,,,. Parfois, ce sont les personnages non joués qui sont homosexuels.
Parmi les jeux, ceux de simulation de vie proposent souvent la possibilité de créer des couples homosexuels aussi bien qu'hétérosexuels, et un personnage peut également être bisexuel ; un exemple de jeu de la sorte est Les Sims.
L'orientation et l'identité sexuelles ont eu un rôle important dans certains jeux vidéo, qui sont en voie d'accorder une meilleure visibilité aux identités LGBT,,. Sur le blog d'Ubisoft, Lucien Scoulband, scénariste du jeu Far Cry 3: Blood Dragon et ouvertement homosexuel, a déclaré que les personnages ouvertement gays ou lesbiens n'apparaissaient dans les jeux vidéo que sous la forme de personnages optionnels, ou qui auraient été créés par choix du joueur, comme dans les jeux Mass Effect et Dragon Age ; le jeu Dragon Age : Inquisition (2013) propose le personnage de Cremisius Aclassi, transgenre, traité avec dignité. Une évolution se produit depuis plusieurs années et certains jeux offrent davantage de possibilités de représentations non dégradantes de personnages LGBTQI+ ; certains jeux indépendants sont notamment vecteurs de nouvelles représentations,.

## Effets de la représentation des genres dans les jeux vidéo

### Effets sur les attitudes envers la question de genre
Selon Christina Hoff Sommers, il n'existe pas de preuve que les jeux vidéo rendent les hommes misogynes : « En réalité, toutes les données dont nous disposons suggèrent que les hommes du millénaire (c'est-à-dire, ceux qui sont nés et ont été élevés dans la 'Nation des jeux vidéo') sont bien moins enclins... aux préjugés que dans les générations précédentes ».

### Effets sur les enfants
MediaSmart, une association à but non lucratif, a écrit que les « jeux vidéo ont le pouvoir d'influencer sur la manière dont les enfants se perçoivent eux-mêmes et perçoivent les autres » et que malgré leur impact sur les jeunes, « il n'existe pas assez de recherches effectuées dans ce domaine, et peu des études existantes tiennent debout face à des examens critiques. Ce manque de vérifications montre que nous ne savons que très peu sur les effets que les jeux vidéo pourraient avoir sur le développement et la socialisation des enfants ».

## Pertinence des études
La pertinence de l'étude des jeux selon le prisme du genre a été remis en cause par certains universitaires. D'une part, il a été avancé que les jeux auraient pour public majoritaire des hommes et garçons et que l'étude des genres dans ce domaine ne serait par conséquent pas pertinent. D'autre part, il ne serait pas pertinent de traiter du genre dans les jeux vidéo parce que les joueurs jouent au travers d'un avatar et non face-à-face, ce qui rendrait tout jeu vidéo neutre en termes de genre. Ces deux affirmations ont été battues en brèche à de multiples reprises.

## Actions de sensibilisation aux stéréotypes de genre dans les représentations des jeux vidéo
En 2022, une campagne de sensibilisation aux représentations stéréotypées de femmes dans certains jeux vidéo, nommée #GenderSwap, est organisée par l'association Women in Games France : pour cela, des modifications de certains jeux vidéo permettent d'observer leurs protagonistes affublés des gestuelles et comportements de leurs confrères et consœurs d'un autre genre dans le même jeu, pour faire ressortir le caractère absurde de ces représentations,.